# Le Clos Arsène Lupin, Maison Maurice Leblanc

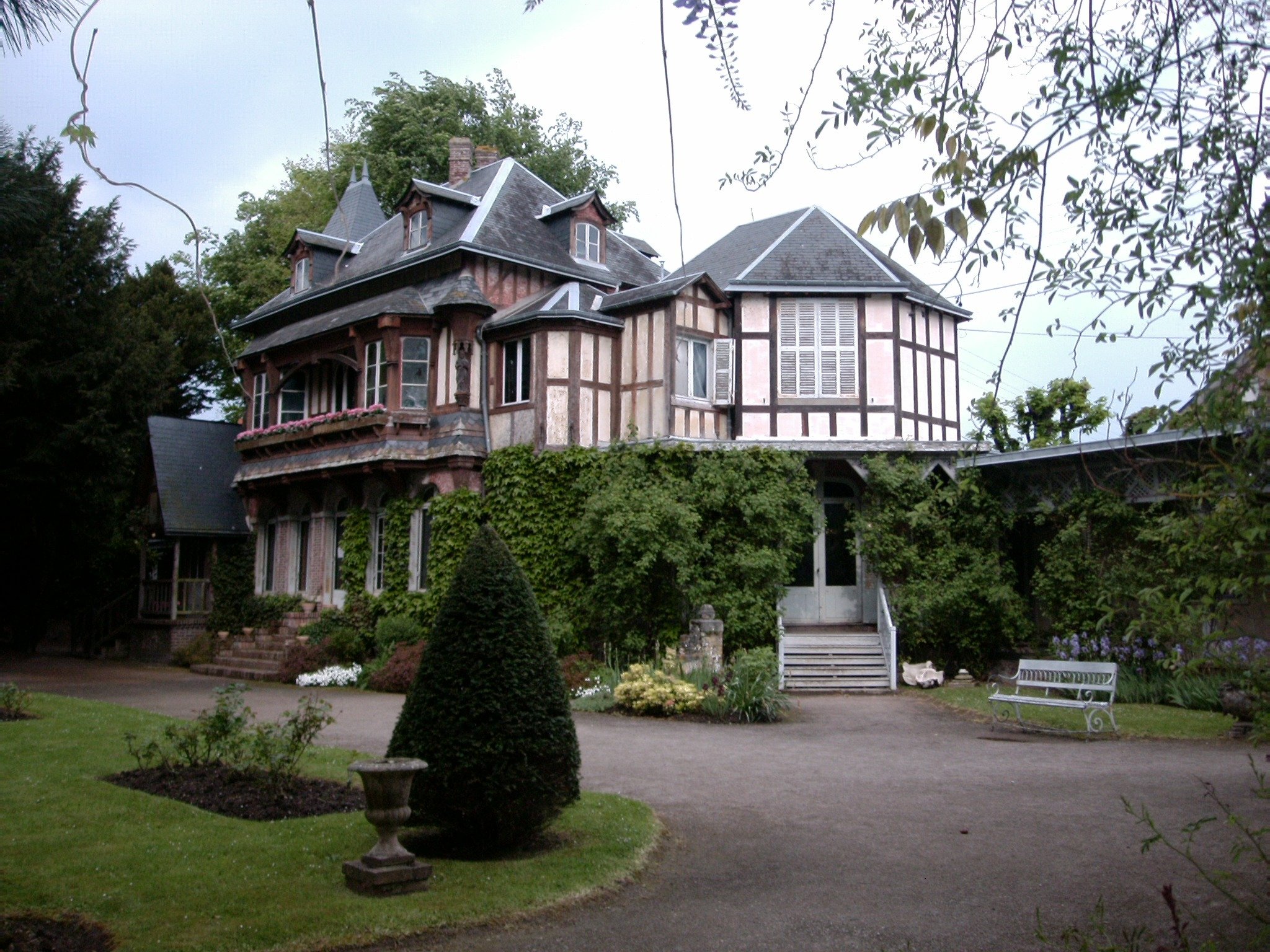
Das Museum Le Clos Arsène Lupin, Maison Maurice Leblanc in Étretat

Le Clos Arsène Lupin, Maison Maurice Leblanc ist ein Museum, das in der ehemaligen Villa des französischen Schriftstellers Maurice Leblanc eingerichtet wurde. Das Gebäude beherbergt Fotos, Gemälde, Schriften und andere persönliche Accessoires Leblancs teilweise im Original sowie Bekleidungsstücke und andere Utensilien seines fiktiven Romanhelden Arsène Lupin. Das Museum befindet sich im französischen Seebad Étretat im Département Seine-Maritime in der Normandie und kann öffentlich besichtigt werden.

## Geschichte
1918 kaufte der zu dieser Zeit schon international bekannte Schriftsteller Maurice Leblanc eine historische Villa in Étretat, die er zum Leben und Arbeiten persönlich nutzen wollte. Mehr als zwanzig Jahre wohnte Leblanc in diesem Haus, das er – als persönliche Hommage an den von ihm „geschaffenen“ fiktiven und berühmten Romanhelden Arsène Lupin – „Clos Lupin“ umbenannte. Im Garten pflanzte er Lupinen an. Das Haus wurde während der deutschen Besatzungszeit im Zweiten Weltkrieg beschlagnahmt; nachfolgend wurde es im Jahre 1952 von Leblancs Sohn verkauft. 1998 konnte Florence Boespflug, die Enkelin Maurice Leblancs, das „Clos Lupin“ zurückerwerben und etablierte ein Museum mit Accessoires ihres Großvaters sowie seiner berühmtesten Romanfigur Arsène Lupin in dieser alten Villa. Das Museum öffnete im Jahre 1999 unter seinem heutigen Namen Le Clos Arsène Lupin, Maison Maurice Leblanc. Von seiner Eröffnung 1999 bis 2004 zählte es mehr als 125.000 Besucher. Im Februar 2011 wechselte der Eigentümer.

## Beschreibung

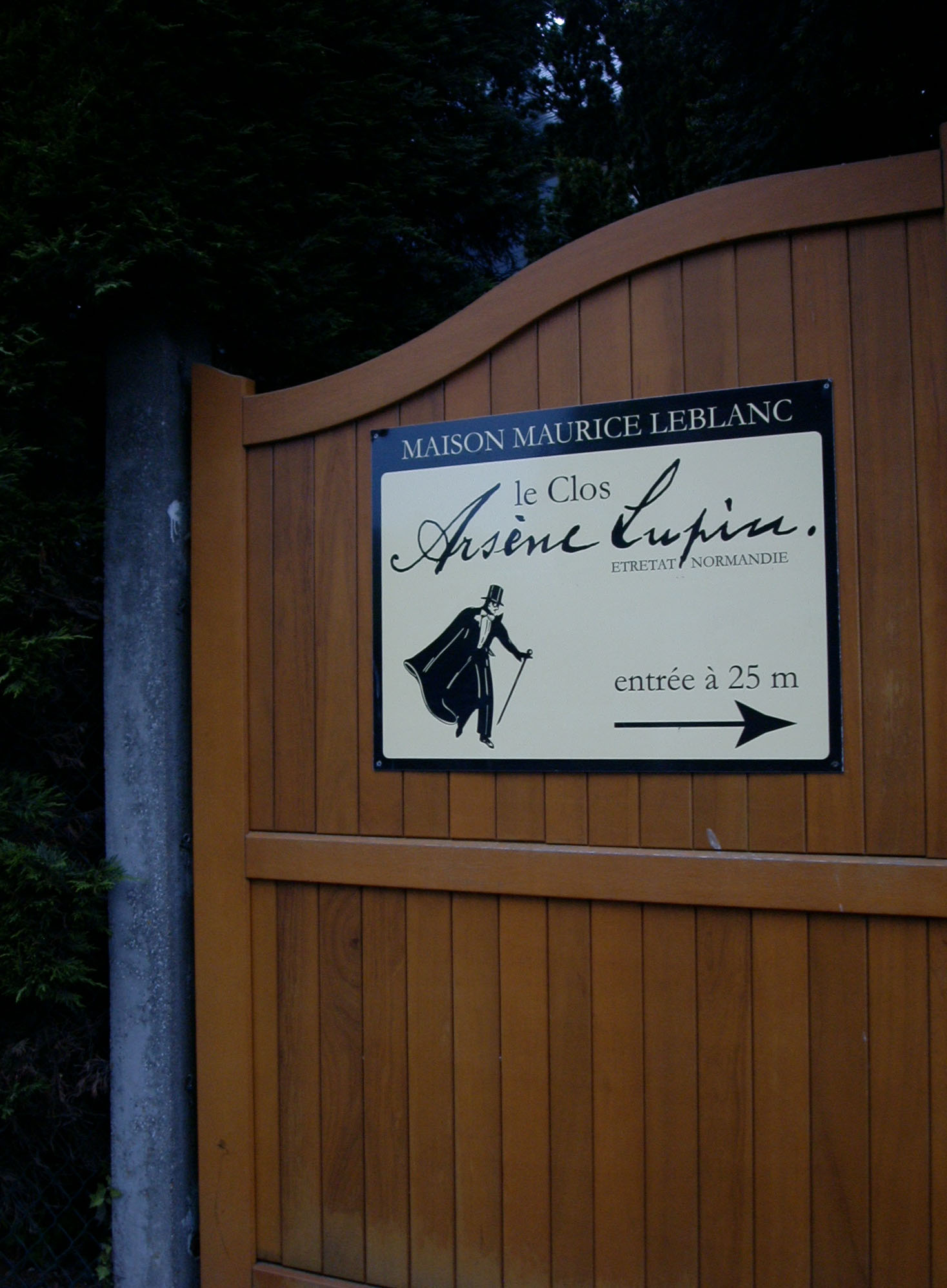
Öffentlicher Wegweiser in Étretat

Das Museumsgebäude ist eine zweistöckige Villa im anglo-normannischen Stil aus dem 19. Jahrhundert. Teile des Erdgeschosses und des ersten Obergeschosses werden heute als Museumsräume genutzt. Die Besichtigung erfolgt in den folgenden sieben Etappen:
1. Le cabinet de travail de Maurice Leblanc
2. Le repaire d'un gentleman
3. La chambre du Chiffre
4. La salle des 47 „Lupin“
5. On touche au but!
6. Le secret de l'Aiguille
7. Lupin court toujours

Während der in englischer oder französischer Sprache via Audioguide geführten Besichtigungstour durch das Museum erfährt der Besucher von der vermeintlichen Stimme Maurice Leblancs zahlreiche persönliche Dinge über dessen Leben und Schaffen. Die Etappen werden von vielfältigen visuellen Spezialeffekten begleitet, zudem wird der Schriftsteller während dieser audio-visuellen Führung von seiner Romanfigur Arsène Lupin heimgesucht und es entwickelt sich ein aufschlussreicher Dialog (Hörspiel) zwischen den beiden, in dessen Verlauf dem Museumsbesucher insbesondere das Geheimnis der „L'Aiguille creuse“ (hohlen Nadel) offenbart wird; L'Aiguille creuse ist einer der bekanntesten Kriminalromane Leblancs.
Das Museumsgebäude befindet sich auf einem geschlossenen Gartengrundstück, mit alten Kiefern, Lupinen, Statuen, einem historischen Brunnen und einer mit Glyzinien bewachsenen Pergola.

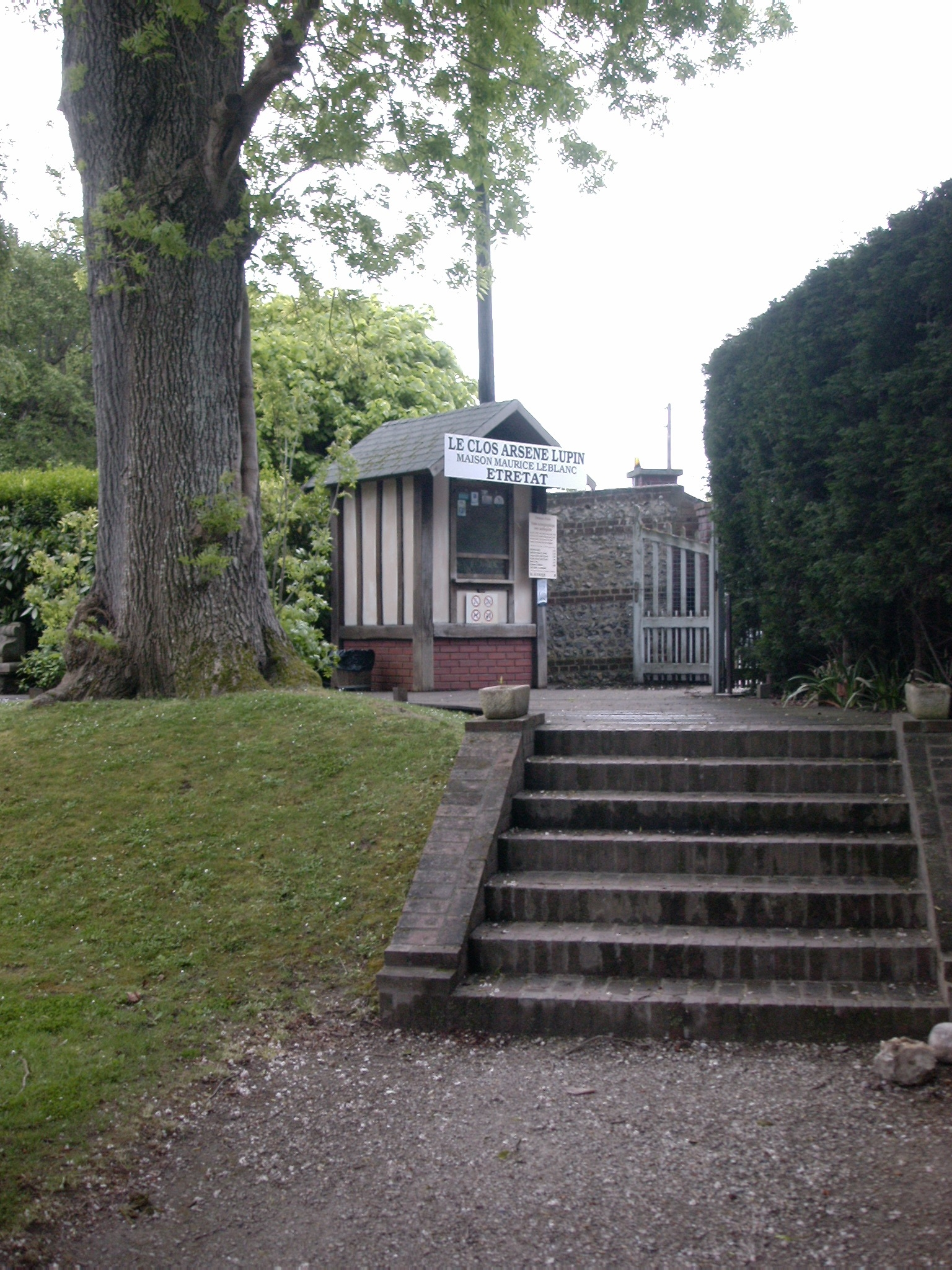
Kartenverkaufsstelle
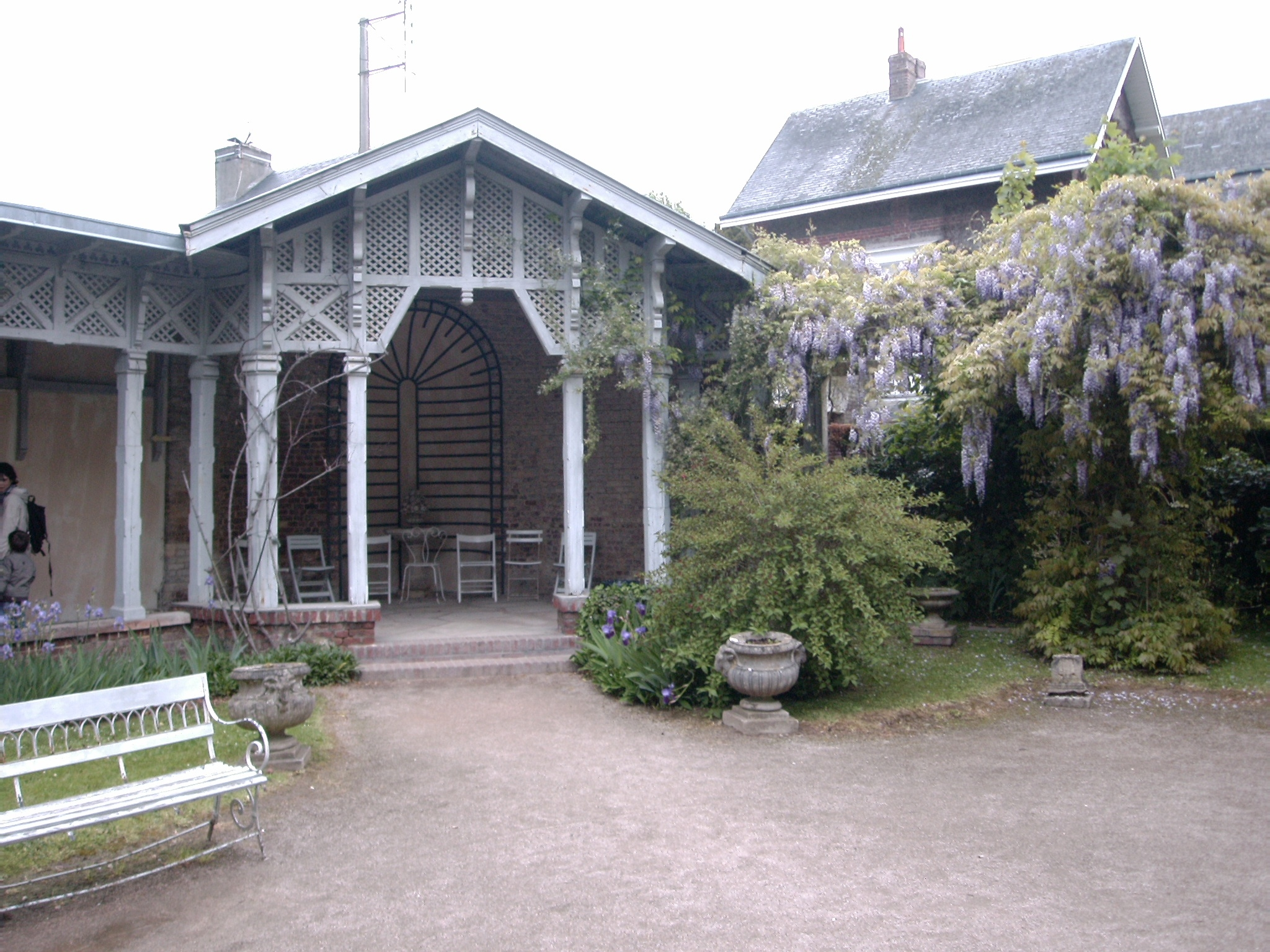
Pergola
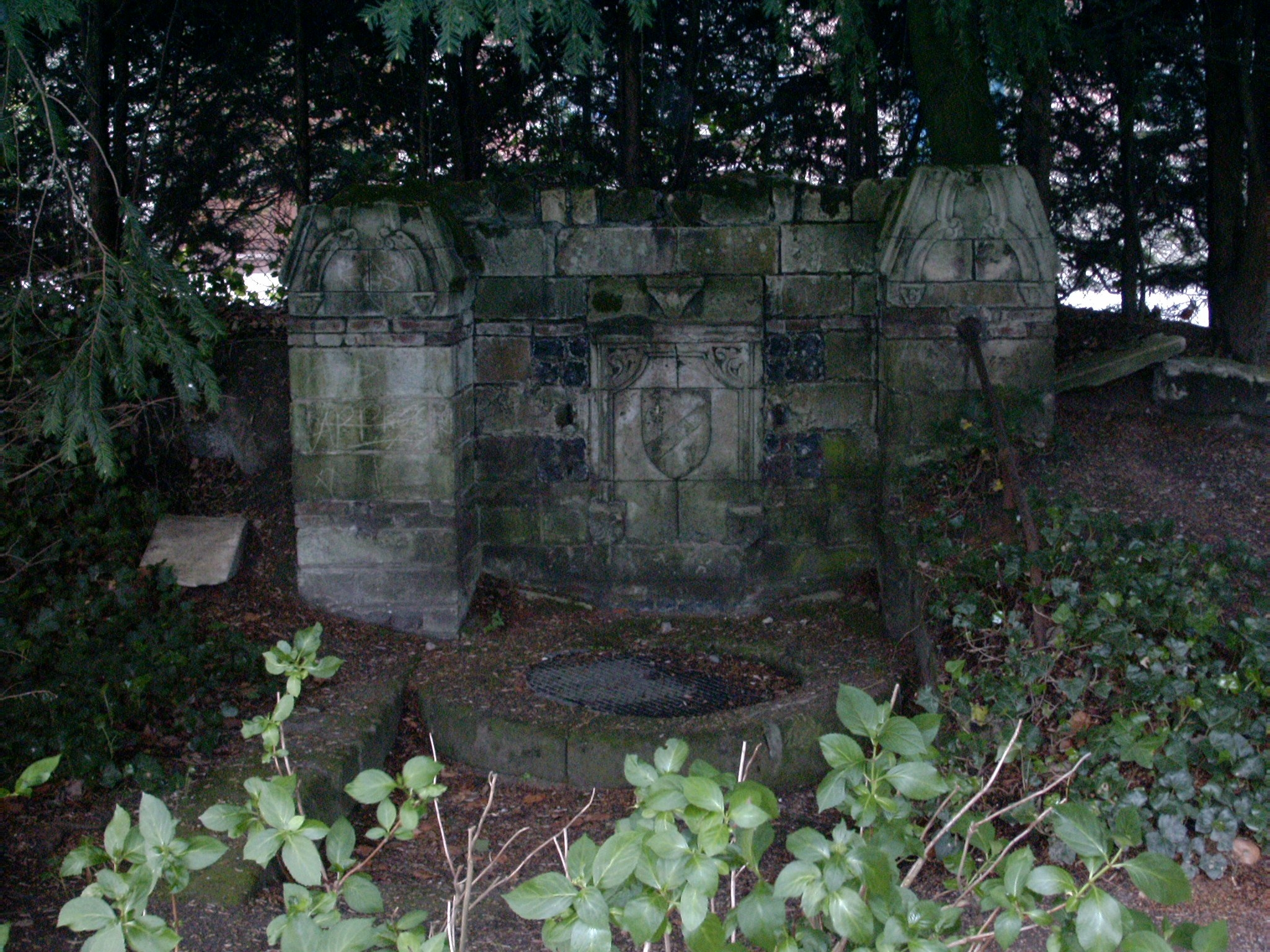
Historischer Brunnen
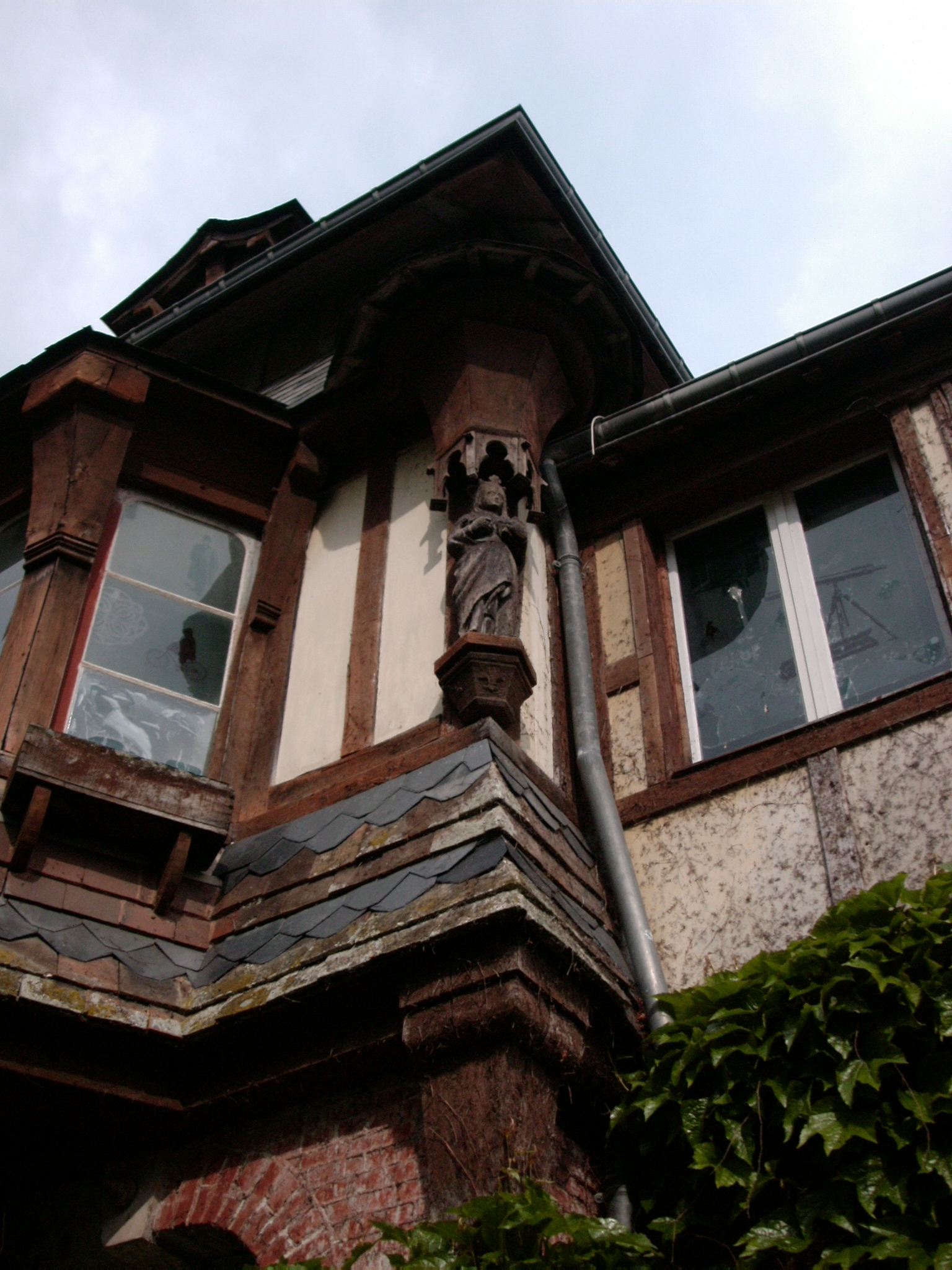
Holzfigur am Haus